# Thismia ornata
Thismia ornata — вид квіткових рослин родини Burmanniaceae. Описаний у 2020 році.

## Поширення
Ендемік Калімантану. Поширений на заході малайзійського штату Саравак. Росте у тропічних низовинних дощових лісах на висотах 40-300 м над рівнем моря. Також відомий у вторинних лісах, алювіальних лісах та карстових ділянках.